# Mount Muir
Mount Muir är ett berg i Kanada.   Det ligger på gränsen mellan Alberta och British Columbia, i den västra delen av landet, 2 900 km väster om huvudstaden Ottawa. Toppen på Mount Muir är 2 758 meter över havet, eller 527 meter över den omgivande terrängen. Bredden vid basen är 4,7 km.
Terrängen runt Mount Muir är kuperad åt nordost, men åt sydväst är den bergig.Trakten runt Mount Muir är nära nog obefolkad, med mindre än två invånare per kvadratkilometer.. Det finns inga samhällen i närheten. 
I omgivningarna runt Mount Muir växer i huvudsak barrskog.